# 堂鼓
堂鼓，是指中國傳統樂器中的大堂鼓（大鼓）、小堂鼓（小鼓），也是使用最頻繁的打擊樂器，其地位與日本太鼓、韓國太極鼓相當。鼓身外觀顏色多為紅色，少數是黑色、木材色。一般用途是在國樂、戲曲、武場、節慶、廟會、祭祀、陣頭、舞龍舞獅伴奏，古代更被使用在宮廷宴會、升堂、報晨昏、戰爭。在京韻大鼓《擊鼓罵曹》、《梁紅玉擂鼓戰金山》等曲目中，營造緊張氣氛；常見演奏組合是大堂鼓和鈸。

## 歷史
在中國古代的記載，部份透露出了堂鼓的存在、用途。北魏地理學家酈道元《水經註·漯水》載：「魏神瑞三年，又建白樓，樓甚高竦……後置大鼓於其上，晨昏伐以千椎，為城裡諸門啟閉之候，謂之戒晨鼓也。」

## 種類

### 大堂鼓
大堂鼓（又稱大鼓、大通鼓），置於木架上，以兩根鼓棒敲擊，音色低沉而厚實。依據尺寸、材質、用途的不同，其稱呼、音色、音高也不同。

以外型命名：
- 缸鼓：又稱花盆鼓、南堂鼓，是大堂鼓的一種[6]，外形上寬下窄、鼓面大而底座小，兩面蒙以牛皮，狀似花盆，因而得名。
  - 定音缸鼓：是吸收西方打擊樂器定音鼓的特點，由缸鼓改良而成，可調整音高。[1][7][8]
- 扁鼓：又稱威風鼓，外型比大堂鼓矮。[9][10]
- 貢房大鼓[11]

以用途命名：
- 戰鼓：用於古代戰爭中，鼓舞士氣，橫躺置於木架上打擊。
- 獅鼓：用於舞獅表演伴奏，外觀顏色偏向黑色。
- 登聞鼓
- 升堂鼓：用於報晨昏。[3]
- 戒晨鼓[4]

特殊命名：
- 晉鼓：又稱大成鼓，用於孔廟釋奠禮，放置於大成門外。[12]
- 建鼓：又稱楹鼓[a]、轉班鼓，鼓上鑿有方形孔，以柱子貫穿樹立，因幾乎與房間同高，製作它像建房子一樣，因而得名[13]；放置於孔廟大成殿外。[12]
- 應鼓：比建鼓稍小，放置於孔廟大成殿外。[12]

- 潮州大鼓
- 戰鼓
- 越南胡志明市新春節慶用的大鼓
- 新加坡天福宮的懸吊式大鼓

### 小堂鼓

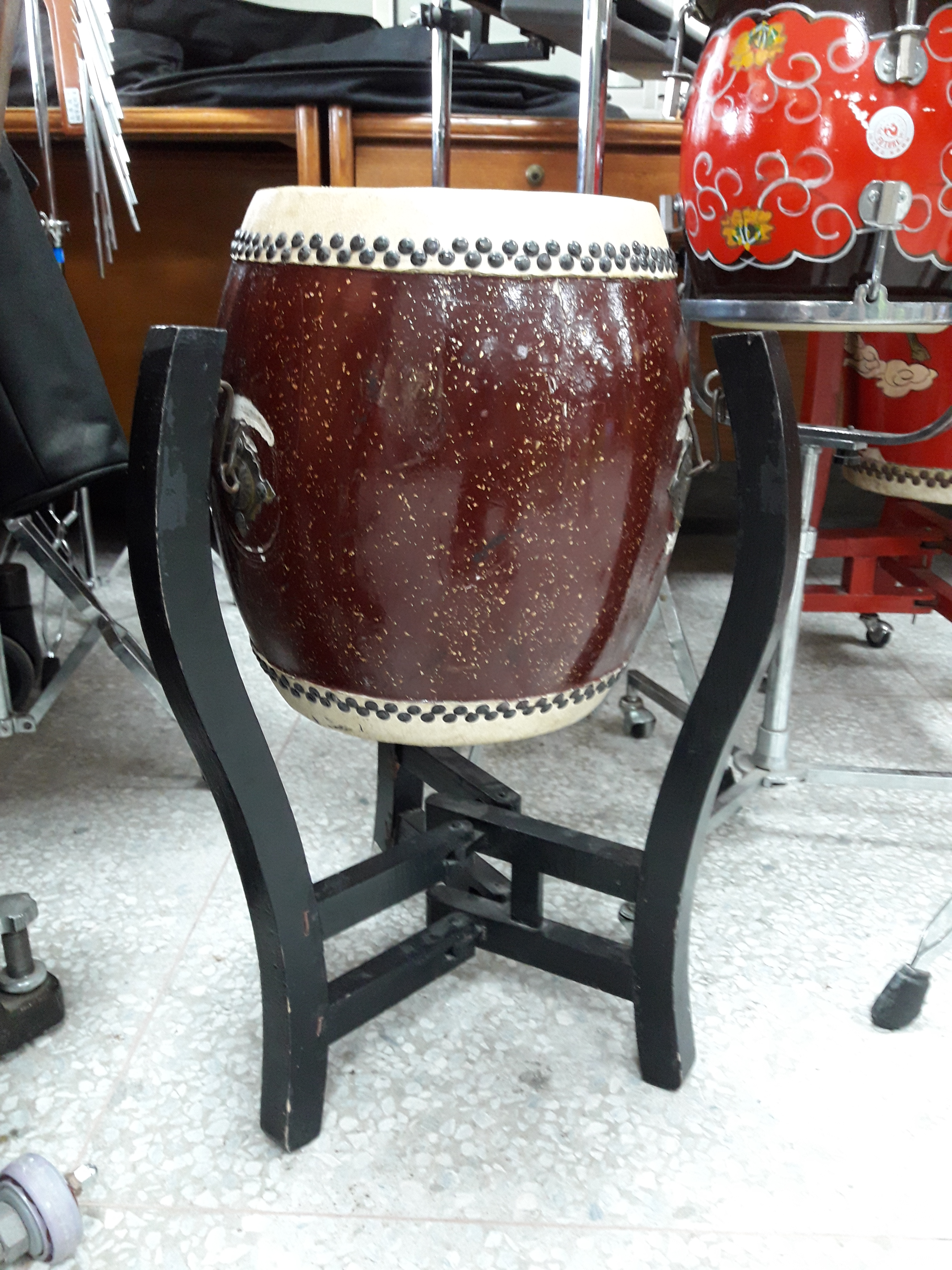
小堂鼓。

小堂鼓（又稱小鼓、小通鼓、高音鼓）體積比大堂鼓瘦、小、矮，音色比大堂鼓高昂、集中。

## 外部連結
- 示範打擊樂團－大堂鼓 （页面存档备份，存于）（英文）
- 示範打擊樂團－花盆鼓 （页面存档备份，存于）（英文）
- 示範打擊樂團－扁鼓 （页面存档备份，存于）（英文）
- 示範打擊樂團－獅鼓 （页面存档备份，存于）（英文）
- 示範打擊樂團－小堂鼓 （页面存档备份，存于）（英文）